# Kenneth Michael

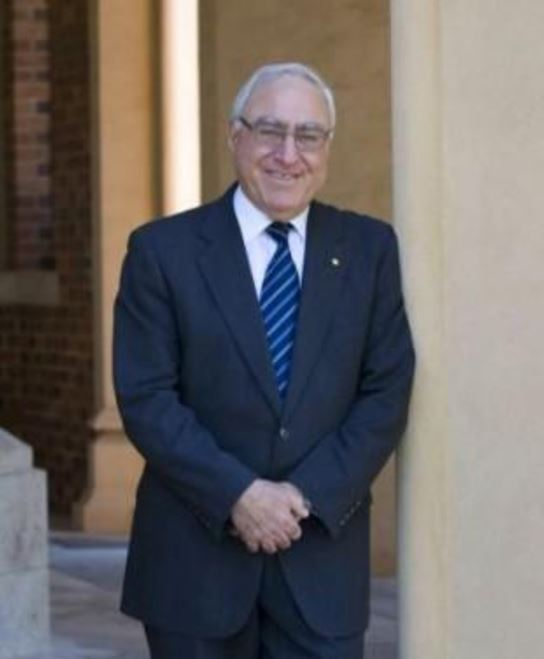
Kenneth Michael

Kenneth „Ken“ Comninos Michael AC (* 12. April 1938 in Perth, Western Australia) ist ein australischer Verwaltungsbeamter und war von 2006 bis 2011 Gouverneur von Western Australia.

## Biografie
Nach dem Schulbesuch studierte er am Imperial College London und begann nach seiner Rückkehr eine Laufbahn in der Verwaltung von Western Australia, wo er zunächst Vorsitzender der Entwicklungsbehörde von East Perth und dann Mitglied der Behörde für die Regulierung der Wirtschaft war. Nach einer anschließenden Tätigkeit als Kommissar für die Hauptstraßen des Bundesstaates war er zuletzt Kanzler der University of Western Australia (UWA). 1996 wurde er Mitglied des Order of Australia.
Michael wurde am 18. Januar 2006 nach dem Ende der Amtszeit von John Sanderson und der vorübergehenden kommissarischen Amtsführung von David Malcolm Gouverneur von Western Australia. Ken Michael wurde zugleich 2006 Companion des Order of Australia.